# Городок Семетри
«Городок Семетри» (англ. Cemetery Junction) — британская трагикомедия 2010 года о совершеннолетии, от режиссёров Рики Жерве и Стивена Мерчанта. Фильм вышел в прокат в Великобритании 14 апреля 2010 года.

## Сюжет
В начале 1970-х годов в Англии трое друзей проводят свои дни в развлечениях, пьянках, драках и флирте. Фредди (Кристиан Кук) хочет сбежать из рабочего класса, но дерзкий парень Брюс (Том Хьюз) и добросердечный бездельник Снорк (Джек Дулан) довольны такой жизнью. Когда Фредди устраивается на работу продавцом страховых полисов и сталкивается со своей старой школьной возлюбленной Джули (Фелисити Джонс), банда вынуждена делать выбор, который навсегда изменит их жизнь.

## В ролях
- Кристиан Кук — Фредди Тейлор
- Фелисити Джонс — Джули
- Том Хьюз — Брюс Пирсон
- Джек Дулан — Пол / Снорк
- Рики Джервейс — Лен Тейлор
- Джулия Дэвис — миссис Тейлор
- Альберт Веллинг — мистер Уоринг
- Кэти Мерфи — миссис Уоринг
- Рэйф Файнс — мистер Кендрик
- Эмили Уотсон — миссис Кендрик
- Берн Горман — Ренвик
- Мэттью Гуд — Майк Рамзи
- Энн Рид — бабушка Фредди
- Майкл Джибсон — Клиффа
- Стивен Мерчант — Дуги

## Производство

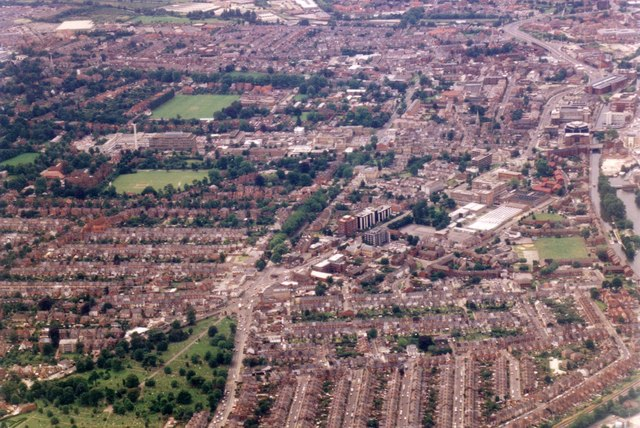
Локации города Рединг, где прошли съёмки фильма.

Первоначально фильм назывался The Men at the Pru — разговорный термин (а позже и рекламный слоган) агентов страховой компании Prudential. Во время написания сценария Prudential разрешил Джервейс и Мерчанту использовать свои архивы для исследований. Однако после прочтения готового сценария компания решила, что не довольна тем, как она изображена в фильме, и решила не допускать использования их имени. Новое название произошло от названия кладбища в районе Ньютаун города Рединг, где происходит действие фильма.
Джервейс говорит: «[…] на самом деле действие происходит не в Рединге, а в любом маленьком городке в любой точке мира, если честно». Джервейс утверждает что, это история о «взрослении», представляющая собой нечто среднее между «Офисом» и «Безумцами».
В интервью Дэнни Уоллесу из BBC Radio 2 в 2010 году Мерчант заявил, что сценарий частично основан на текстах песни Брюса Спрингстина «Thunder Road». Это же мнение повторил и Джервейс 12 апреля 2010 года, когда он появился на «Шоу Грэма Нортона».
Жерве сказал BBC South Today, что британские фильмы о «кухонной раковине», такие как «Субботний вечер и Воскресное утро», оказали влияние на фильм.
- «Хорошо в субботу вечером (для борьбы)», сценарий Элтона Джона и Берни Топина в исполнении Элтона Джона
- «Amazona», сценарий Брайана Ферри / Фил Манзанера, исполняется Roxy Music.
- «Life’s A Gas» по сценарию Марка Болана в исполнении Т. Рекса
- «All the Young Dudes», слова и музыка Дэвида Боуи в исполнении Mott the Hoople, с вокалом Дэвида Боуи.
- «Песня дождя», написанная Джимми Пейджем / Робертом Плант, в исполнении Led Zeppelin

## Прием критиков
Отзывы о фильме в целом были неоднозначными. Согласно агрегатору рецензий Rotten Tomatoes фильм имеет рейтинг одобрения 55 %, основанный на 40 критических обзорах со средним рейтингом 5,84/10.

### Кассовые сборы
Кассовые сборы фильма за выходные составили 641 218 фунтов стерлингов. К концу кинопроката в Великобритании фильм собрал 1 329 002 фунтов стерлингов.

## Издания
Фильм вышел в Великобритании в формате DVD и Blu-ray 30 августа 2010 года. Бонусы на DVD включают комментарии от Рики Жерве и Стивена Мерчанта, удалённые сцены и два короткометражных фильма, включая интервью с актёрами и съёмочной группой. Версия Blu-ray также включает несколько дополнительных функций.